# 알래스카 시간대
알래스카 시간대(Alaska Time Zone)는 협정 세계시(UTC−09:00)에서 9시간을 뺀 표준시를 따른다. 일광 절약 시간 동안의 시간 오프셋은 8시간(UTC−08:00)이다. 이 구역의 시계 시간은 그리니치 천문대 서경 135도의 평균 태양시를 기준으로 한다.
이 지역은 미국 알래스카주의 거의 모든 지역을 포함하며 태평양 표준시보다 1시간 늦다.
- 표준시: 알래스카 표준시(AKST)
- 일광 절약 시간: 알래스카 일광 절약 시간(AKDT)

서부 알류샨 열도는 주의 나머지 지역보다 1시간 느린 하와이-알류샨 시간을 준수한다.
알래스카 시간대에서 가장 큰 도시는 알래스카주 앵커리지이다. 앵커리지 대도시 지역은 이 지역에서 가장 큰 대도시 지역이다.
2007년부터 현지 시간은 3월 두 번째 일요일 02:00 LST(현지 표준시)에서 03:00 LDT(현지 일광 절약 시간)에 AKST에서 AKDT로 변경되고 02:00 LDT에서 01:00 LST로 돌아온다. 11월 첫째주 일요일. 따라서 알래스카는 일년 중 대부분을 표준 시간이 아닌 일광 절약 시간제로 보낸다.

## 같이 보기
- 시간대
- 날짜 변경선